# Adriana-Doina Pană
Adriana-Doina Pană (Matei, 16 maggio 1957) è una politica rumena.

## Biografia
Nel 1981 si laurea in ingegneria all'Università Politecnica di Bucarest nel campo dell'elettrotecnica. Nel 2008 ha conseguito un master in amministrazione pubblica presso l'Università dell'Ovest Vasile Goldiș di Arad. All'inizio degli anni '80 ha lavorato come ingegnere, successivamente nel campo dell'educazione. Tra il 2002 e il 2012 è stata vicedirettrice del Colegiul Tehnic "INFOEL" a Bistrița.
Attivista del Partito Social Democratico. Nel 2009 è segretaria di stato nel dipartimento dell'educazione. Nello stesso anno ha partecipato alle elezioni del Parlamento europeo al 18º posto dell'elenco comune del PSD e PC,,  tuttavia non è stata eletta (la coalizione ha ottenuto 11 seggi nel PE). Nel 2012, è stata eletta membro della Camera dei deputati, nel 2016 ha ottenuto con successo la rielezione.
Nel dicembre 2012 è diventata ministro delegato per il dialogo sociale nel governo di Victor Ponta e nel marzo 2014 ha assunto la stessa posizione per la gestione delle acque, la silvicoltura e la pesca. Lasciò il governo nel dicembre di quell'anno. Nell'ottobre 2015 è diventata vicepresidente del Partito Social Democratico. Il 29 giugno 2017 ha assunto l'incarico di Ministro della gestione delle risorse idriche e forestali nel nuovo governo di Mihai Tudose. Il 3 gennaio 2018 si è dimessa per motivi di salute. Ha ricoperto la carica fino al 29 gennaio 2018, quando è stata sostituita da Ioan Deneș nel nuovo governo di Viorica Dancila.
È vedova e ha un figlio. Oltre alla sua lingua madre, parla anche inglese e francese.